# Duboux Editions

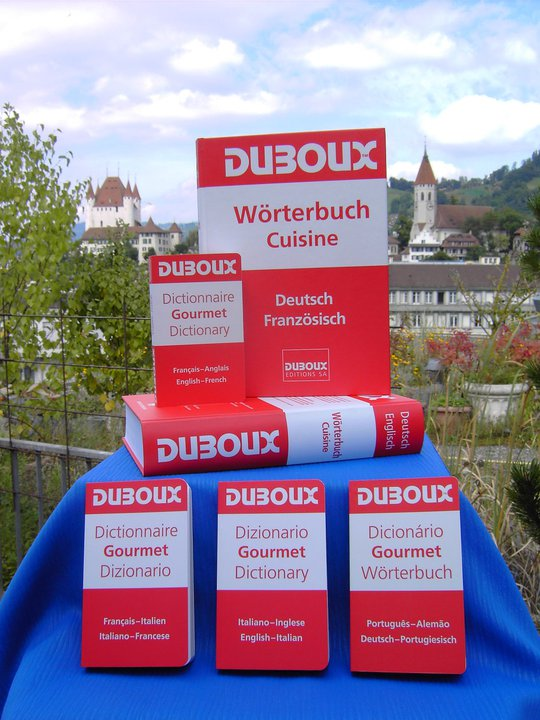
Heutiges Erscheinungsbild

Die Duboux Editions SA ist ein Schweizer Sach- und Fachbuchverlag, der spezialisiert ist auf mehrsprachige Fachwörterbücher der Bereiche Gastronomie, Hotellerie, Nahrungsmittel- und Getränkeindustrie sowie Touristik.

## Verlagsgeschichte
1988 gründete das Thuner Ehepaar Marianne und Jean-Pierre Duboux den Verlag Rot-Weiß AG, angelehnt an die Thuner und Schweizer Farben Rot und Weiß. 1989 erschien nach über vierjähriger Vorarbeit das erste dreisprachige Nachschlagewerk mit dem Titel Duboux, Gastronomie, Hotellerie, Touristik primär für Köche, Gastwirte, Rezeptionisten und Kochfachlehrer mit je rund 23'000 Fachbegriffen in den Sprachen Deutsch–Französisch–Englisch.
1997 wurde der Verlagsname in Duboux Editions SA und das Erscheinungsbild der Produkte in Rot–Weiß–Rot geändert. Der Schriftzug Duboux in weißer Stop-Schrift auf rotem Grund ist weltweit als Wortmarke eingetragen und geschützt.

## Produkte
Der Verlag veröffentlicht Fachwörterbücher für die Nahrungsmittel- und Getränkeindustrie, die Gastronomie, die Hotellerie und die Touristik. Bisher erschienene Nachschlagewerke in Print-Form: zweisprachige Wörterbücher als Großausgaben, zweisprachige Taschenwörterbücher Wörterbuch Gourmet mit verschiedenen Sprachkombinationen (bidirektional) und die Rechtschreibehilfe für Unterricht und Praxis mit wesentlichen Regeln der Menürechtschreibung zu den Sprachen Deutsch, Französisch, Englisch und Italienisch. Mit über 200'000 Fachbegriffen pro Sprache (Deutsch, Französisch, Englisch, Italienisch, Spanisch, Katalanisch, Portugiesisch, Niederländisch, Rätoromanisch, Latein) ist die Online-Ausgabe das umfangreichste Nachschlagewerk in diesem Themenbereich.